# 18542 Broglio
18542 Broglio è un asteroide della fascia principale. Scoperto nel 1996, da Francesco Manca e Augusto Testa all'Osservatorio Astronomico di Sormano, presenta un'orbita caratterizzata da un semiasse maggiore pari a 2,5830588 UA e da un'eccentricità di 0,0645068, inclinata di 15,00412° rispetto all'eclittica.
L'asteroide è stato dedicato all'Ingegnere Luigi Broglio.